# Belait (district)
Pour l’article homonyme, voir Belait (langue).
Belait est le plus grand des districts ou daerah du Sultanat du Brunei. Son nom provient du peuple natif du territoire, le peuple Belait.

Son chef-lieu est la ville de Kuala Belait.

## Provinces

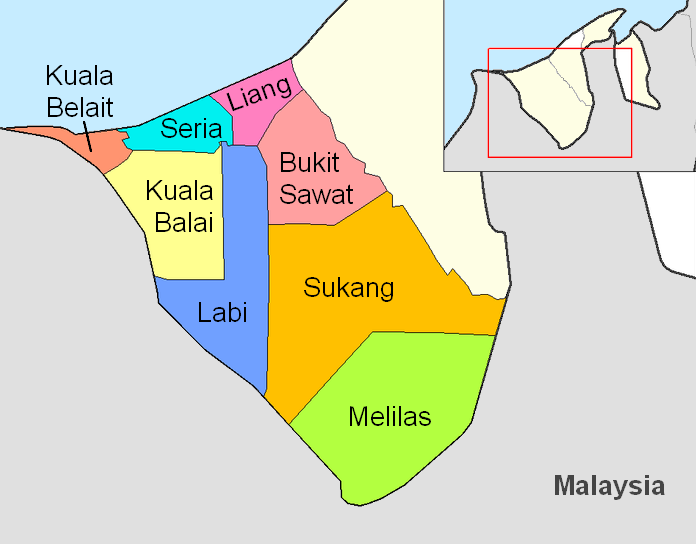
Mukims de Belait.

Le district est composé de huit mukims (provinces) :
- Bukit Sawat ;
- Kuala Balai ;
- Kuala Belait ;
- Labi ;
- Liang ;
- Melilas ;
- Seria ;
- Sukang.

## Population
Le district est peuplé d'environ 73 200 personnes, vivant principalement dans le mukim chef-lieu Kuala Belait ainsi que dans le mukim pétrolier Seria.

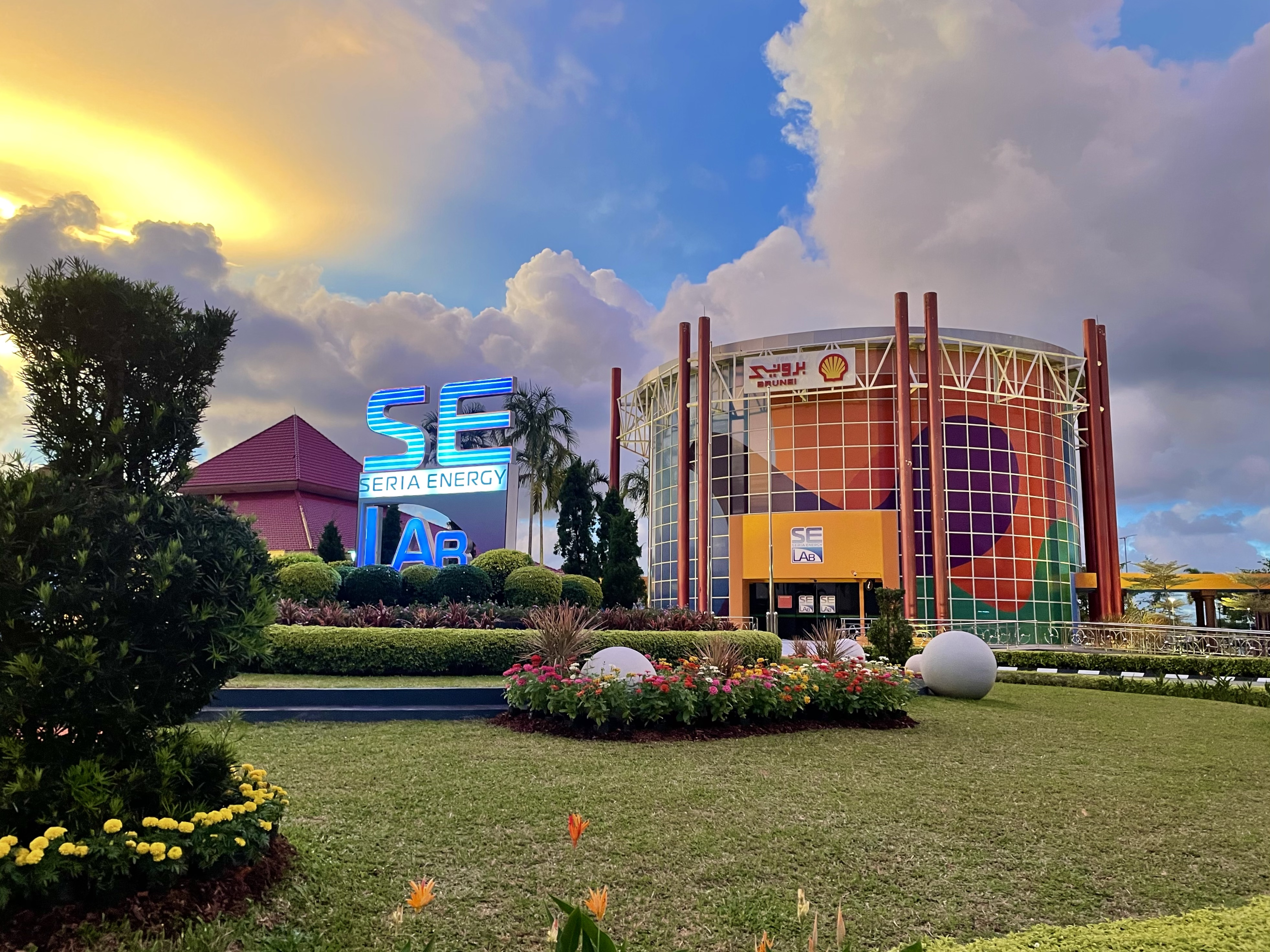
Seria

Bien qu'il soit le deuxième district le plus peuplé, il a le deuxième plus faible taux de densité de population moyenne (27 personnes par km2), derrière le district de Temburong, des quatre districts. La répartition de la population est inégale puisque les zones côtières sont très peuplées contrairement aux zones forestières montagneuses.

## Transport

### Aérien
Il existe un aéroport dans la province de belait:celui de Anduki à l'est de Seria.